# Bahnstrecke Mapleton–Presque Isle
| Streckenlänge: | 12,2 km              |                                    |                                    |
| Spurweite: | 1435 mm (Normalspur) |                                    |                                    |
| Zweigleisigkeit: | –                    |                                    |                                    |
| |                      |                                    |                                    |
| Gesellschaft: | MNR                  |                                    |                                    |
| \| \| \| von Squa Pan \| \| \| \| 0,0 \| Mapleton ME \| Mapleton ME \| \| \| \| nach Stockholm \| \| \| \| 7,0 \| Brannen ME \| Brannen ME \| \| \| \| Anschluss zum Skyway Industry Park \| \| \| \| \| Presque Isle Stream \| \| \| \| \| nach Houlton \| \| \| \| 12,2 \| Presque Isle ME BAR Station \| Presque Isle ME BAR Station \| \| \| \| nach St.-Leonard \| \| |                      |                                    |                                    |
| Strecke |                      | von Squa Pan                       | von Squa Pan                       |
| Dienststation / Betriebs- oder Güterbahnhof | 0,0                  | Mapleton ME                        | Mapleton ME                        |
| Abzweig geradeaus, ehemals nach links und ehemals von links |                      | nach Stockholm                     | nach Stockholm                     |
| ehemaliger Bahnhof | 7,0                  | Brannen ME                         | Brannen ME                         |
| Abzweig geradeaus und nach links |                      | Anschluss zum Skyway Industry Park | Anschluss zum Skyway Industry Park |
| Brücke über Wasserlauf |                      | Presque Isle Stream                | Presque Isle Stream                |
| Abzweig geradeaus, nach rechts und von rechts |                      | nach Houlton                       | nach Houlton                       |
| Dienststation / Betriebs- oder Güterbahnhof | 12,2                 | Presque Isle ME BAR Station        | Presque Isle ME BAR Station        |
| Strecke |                      | nach St.-Leonard                   | nach St.-Leonard                   |

Die Bahnstrecke Mapleton–Presque Isle ist eine Eisenbahnstrecke in Maine (Vereinigte Staaten). Sie ist rund 12 Kilometer lang und bildet einen Zweig der Bahnstrecke Squa Pan–Stockholm. Die normalspurige Strecke wird durch die Maine Northern Railway ausschließlich im Güterverkehr betrieben.

## Geschichte
Nachdem die Hauptstrecken der Bangor and Aroostook Railroad (BAR) 1897 fertiggestellt waren, war das Gebiet zwischen diesen beiden in Nord-Süd-Richtung verlaufenden Strecken noch unerschlossen. Um dieses Gebiet ans Eisenbahnnetz anzubinden und gleichzeitig eine Querverbindung zwischen den Strecken zu schaffen, die einen schnelleren Güterverkehr von Bangor in Richtung Nordosten ermöglichen sollte, plante die BAR die Washburn Extension, die auch einen Abzweig nach Presque Isle beinhaltete.
Am 20. Juni 1910 wurde dieser Abzweig zusammen mit der in Mapleton anschließenden Strecke eröffnet. Der Personenverkehr spielte auf der Strecke nur eine untergeordnete Rolle und wurde etwa 1938 eingestellt, während des Zweiten Weltkriegs jedoch wieder aufgenommen und erst 1951 endgültig eingestellt. Den Güterverkehr betrieb ab 2003 die Montreal, Maine and Atlantic Railway. Am 1. Juli 2011 folgte ihr die Maine Northern Railway nach. Die Strecke stellt nach Stilllegung der BAR-Hauptstrecke zwischen Houlton und Presque Isle die einzige Gleisverbindung in Richtung Presque Isle und Caribou dar.

## Streckenbeschreibung
In Mapleton zweigt die Strecke über ein Gleisdreieck von der Bahnstrecke Squa Pan–Stockholm ab und führt kurvenreich durch Hügelland in Richtung Osten. Sie verläuft parallel zur Staatsstraße 163 bis an den südlichen Stadtrand von Presque Isle, wo zunächst der Presque Isle Stream überquert wird und die Strecke dann über ein Gleisdreieck in die BAR-Hauptstrecke mündet.

## Personenverkehr
Die Bahnstrecke Mapleton–Presque Isle diente in erster Linie dem Güterverkehr. Für den Personenverkehr standen nur drei, ab etwa 1912 nur noch zwei werktäglich verkehrende Zugpaare zur Verfügung, die als Mixed Trains verkehrten. Eines der Zugpaare verkehrte bis 1912 über Mapleton hinaus bis Ashland.
Die Reisezeit zwischen Mapleton und Presque Isle betrug laut dem Fahrplan vom 28. September 1913 wie auch nach dem Fahrplan vom 8. Januar 1934 20 Minuten.
Nachdem der Personenverkehr 1938 zunächst endete, wurde er im Zweiten Weltkrieg wieder aufgenommen, jedoch nur noch mit einem Zugpaar an Werktagen, das noch bis 1951 verkehrte.